# Jordi Pigem
Pour les articles homonymes, voir Pigem.
Jordi Pigem (né  à Barcelone le 30 avril 1964) est un philosophe des sciences et écrivain espagnol.

## Biographie
Il est docteur en philosophie de l’Université de Barcelone en 1998 avec pour thèse El pensament de Raimon Panikkar: Una filosofia de la interdependència1. De 1998 a 2003, il est  professeur et coordinateur du département de philosophie du Master en Sciences Holistiques du Schumacher College (Université de Plymouth) à Dartington, Angleterre.  Il a été coordinateur de la revue sur le thème écologique Integral entre 1989 et 1992. Il a coordonné l’édition catalane des volumes de l’Opera Omnia de Raimon Panikkar publiés entre 2009 et 2010.4
Il collabore avec plusieurs médias, comme le supplément Cultura/s de La Vanguardia et les revues Agenda Viva (Fondation Félix Rodríguez de la Fuente), Namaste et la revue doyenne de l’écologisme en anglais Resurgence 5(depuis 2012 Resurgence & Ecologist5). Il a écrit des textes sur les principales figures de la pensée systémique : Leonardo da Vinci,6 Ernst Friedrich Schumacher,7 Fritjof Capra8 ou Ivan Illich9.
Il donne des cours et des conférences comme professeur invité autant dans des universités et des forums publics, ainsi que dans le milieu de l’entreprise, et ses thématiques abordent autant des contenus relatifs à la philosophie, à la sociologie et à la pensée écologique que le changement de regard nécessaire sur le monde dont nous avons besoin pour surmonter la crise actuelle. Il collabore aussi avec différentes fondations et organisations non gouvernementales.

## Intérêts
(juin 2023).
Il écrit sur la philosophie des sciences et la pensée écologique et expose les raisons qui nous ont amenés à la crise actuelle dans Buena crisis: Hacia un mundo postmaterialista («Bonne crise: vers un monde postmatérialiste »)10. Dans son ouvrage GPS (global personal social). Valores para un mundo en transformación. (« GPS (global personnel social). Valeurs pour un monde en transformation ») il expose la vision d’une nouvelle société plus saine, plus sage et écologique en proposant des valeurs clés à même de nous guider, et conclut que les valeurs qui conduisent à une société plus durable, sont également celles qui contribuent le plus au vrai bonheur individuel.11 L’auteur analyse les contradictions de l’économie contemporaine, dans La nueva realidad. Del economicismo a la conciencia cuántica (La nouvelle réalité. De l’économisme à la conscience quantique) comme cas clinique de tout ce qui ne fonctionne pas dans le vieux modèle et nous conduit à la nouvelle réalité qui nous est révélée aujourd’hui par la physique et la neuroscience.12

« Ce que nous voyons à travers le progrès de la science, c’est que la réalité dans laquelle nous vivons n’est pas ce monde mécanique, impersonnel, dans laquelle nous nous sentons invités à entrer en compétition et à consommer, mais c’est une réalité absolument surprenante, de plus en plus incroyable au fur et à mesure qu’on la connaît, et qui nous invite même à adopter une attitude holistique, participative et relationnelle qui nous mènerait à un genre de société et de vie très distinctes de celles que nous connaissons maintenant13. »

## Récompenses
En 1999 il obtient le Prix de Philosophie de l’Institut d'études catalanes2, et en 2006 le Prix Essai  Resurgence and Scientific and Medical Network 3.
En octobre 2016, il obtient le XXV Prix Joan Maragall pour son essai Àngels i robots. La interioritat humana en la societat hipertecnològica, a la llum de Guardini, Panikkar i l’Encíclica Laudato Si' (Anges et Robots. L'interiorité humaine dans la société hyper-technologique, à la lumière de Guardini, Panikkar et l'Encyclique Laudato Si'), décerné par la Fondation Joan Maragall14.